# Luis Guadalupe
Luis Guadalupe (ur. 3 kwietnia 1976 w Chincha Alta) – peruwiański piłkarz występujący na pozycji środkowego obrońcy.
W reprezentacji Peru zadebiutował 7 marca 1996.

## Kariera klubowa
Większość swojej kariery spędził w Universitario Lima klubie z Limy. Występował także w argentyńskim klubie CA Independiente, KV Mechelen w Belgii i PAE Weria w Grecji. Od 2013 występuje w peruwiańskim klubie Real Garcilaso.

## Osiągnięcia

### Mistrzostwa krajowe
Universitario Lima
- Primera División Peruana: 1998[3], 1999[3], 2000[3]

Juan Aurich Chiclayo
- Primera División Peruana: 2011[4]

### Puchary
Reprezentacja Peru w piłce nożnej
- Kirin Cup: 2005[5]

### Inwidualne
Primera División Peruana
- Najlepszy obrońca: 2011[6]